# Sciophila fidelis
Sciophila fidelis är en tvåvingeart som beskrevs av Edwards 1940. Sciophila fidelis ingår i släktet Sciophila och familjen svampmyggor. Inga underarter finns listade i Catalogue of Life.